# ناثانيل فيليب روتشيلد
ناثانيل فيليب روتشيلد (بالإنجليزية: Nathaniel Philip Rothschild)‏ هو مصرفي واقتصادي بريطاني، ولد في 12 يوليو 1971 في لندن في المملكة المتحدة.